# Фаро Супериоре (Месина)
Фаро Супериоре је насеље у Италији у округу Месина, региону Сицилија.
Према процени из 2011. у насељу је живело 2586 становника. Насеље се налази на надморској висини од 167 м.